# Simone Wiegele
Simone Wiegele est une voltigeuse allemande née le 11 avril 1986 à Meerbusch. Concourant aussi bien en individuel qu'en équipe, elle a notamment fait partie de l'équipe championne du monde de voltige aux Jeux équestres mondiaux de 2006, et a également remporté la finale de la coupe du monde en individuel à Leipzig en 2011 ainsi que la médaille de bronze en individuel lors des Jeux équestres mondiaux de 2010. 